# A-35

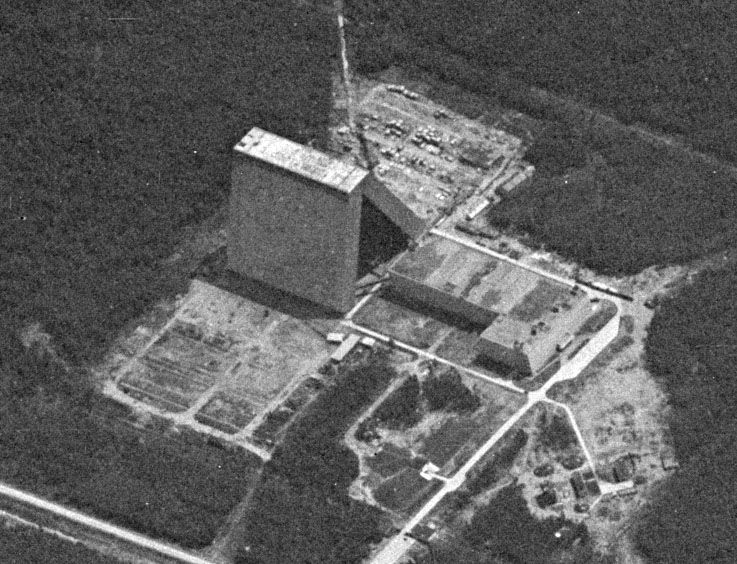
1967년 미국 KH-7 정찰위성이 촬영한 두나이-3 레이더

A-35는 소련의 탄도 미사일 방어 시스템이다.

## 역사
후속버전으로 A-135 탄도 미사일 방어 시스템이 개발되었다.
1972년 미러가 체결한 ABM 조약에서 허용된 유일한 소련의 미사일 방어망이다.

## 시스템 A
소련 최초의 탄도 미사일 요격 시스템은 시스템 A이다. 1956년 7월, 카자흐스탄 사리 샤간의 미사일 시험장 A에서 개발을 시작했다. 시스템 A의 테스트는 1959년에 시작했다. 시스템 A는 V-1000 미사일을 사용하여 적의 미사일을 요격했다. V-1000의 첫 발사는 1957년 10월 11일에 있었고, 최초의 성공적인 요격은 1961년 3월 4일에 카푸스틴 야르에서 발사 된 R-12 미사일을 요격했다.
시스템 A는 두나이-2 레이더를 사용한다. 3개의 유도용 레이더와 1개의 ABM 레이더도 같이 사용했다. RTN이라는 3개의 유도 레이더는 150 km 정삼각형의 위치에 설치되었으며, 탐지거라는 700 km였다. V-1000 미사일은 RSV-PR ABM 레이더와 같은 장소에 설치되었다. 통제소에서는 M-40 컴퓨터를 사용했다. 초당 4만회 연산능력이 있었다.

## A-35
A-35에 대한 첫 번째 작업은 1959년 Aldan이라는 테스트 모델로 시작했다. 시스템 설계자는 소련 실험 설계국 OKB-30의 그레고리 키순코였다. 새로운 미사일 A-350은 OKB-2의 피터 그루신이 설계했다. V-1000 미사일과는 달리 A-350은 핵탄두를 장착했다. 단일 탄두로 적 미사일 여러발을 대기권 밖에서 동시에 요격할 수 있었다. A-35는 통제소, 겹치는 구역이있는 8 개의 조기 경보 레이더, 32 개의 전투 기지를 갖추었다.
OKB-2 그루신 설계국의 피터 그루신은 S-75(SA-2) 개발로 사회주의 노동영웅 훈장을 받았다. S-300 개발로 두번째 사회주의 노동영웅 훈장을 받았다. 1991년 걸프전 때 유명해진 미국의 패트리어트 미사일 보다 고성능으로 알려져 있다. 피터 그루신이 개발한 S-300를 한국의 삼성물산이 완제품으로 직수입하려다가 미국이 반발해서, 기술도입으로 국산 독자 미사일로 개발한 게 천궁 미사일이다. 직수입 대신 독자개발을 하는 바람에 도입시기가 20년 지연되었다.
A-35의 개량형인 A-35M은 1977년에 개발을 시작했다. Vitalii Leonidovich Kataev의 1985년 노트에서, A-35M은 일정한 방향에서 날아오는 탄도 미사일 1발을 요격할 수 있고, 서독에서 날아오는 퍼싱-2 핵미사일 6발을 동시에 요격할 수 있다고 한다.